# Olympiska vinterspelen 1984
Olympiska vinterspelen 1984, de fjortonde (XIV) olympiska vinterspelen, arrangerades 8-19 februari 1984 i Sarajevo i det dåvarande Jugoslavien. Spelen sågs på plats av 434 000 åskådare. Olympiadmusiken för dessa spel, var komponerad av Nikica Kalogjera.

## Kandidatur
Vid omröstningen om arrangörsort den 18 maj 1978 i Aten i Grekland var Sarajevo den segrande kandidaten, i konkurrens med Sapporo i Japan och Sverige. Sverige hade planerat att förlägga tävlingarna på olika spridda geografiska områden, med ishockey i Göteborg och andra tävlingar förlagda till Falun, Hammarstrand och Åre.
| Stad     | Nation      | Rond 1 | Rond 2 |
| Sarajevo | Jugoslavien | 31     | 39     |
| Sapporo  | Japan       | 33     | 36     |
| Göteborg | Sverige     | 10     | -      |

## Sporter
| - Alpin skidåkning - Backhoppning - Bob - Hastighetsåkning på skridskor - Ishockey |  | - Konståkning - Längdskidåkning - Nordisk kombination - Rodel - Skidskytte |

### Demonstrationssporter
- Skidåkning för rörelsehindrade

## Medaljfördelning
- Se Medaljfördelning vid olympiska vinterspelen 1984

| Medaljfördelning 10 i topp |               |      |        |       |        |
| Plats                      | Land          | Guld | Silver | Brons | Totalt |
| 1                          | Östtyskland   | 9    | 9      | 6     | 24     |
| 2                          | Sovjetunionen | 6    | 10     | 9     | 25     |
| 3                          | USA           | 4    | 4      | -     | 8      |
| 4                          | Finland       | 4    | 3      | 6     | 13     |
| 5                          | Sverige       | 4    | 2      | 2     | 8      |
| 6                          | Norge         | 3    | 2      | 4     | 9      |
| 7                          | Schweiz       | 2    | 2      | 1     | 5      |
| 8                          | Västtyskland  | 2    | 1      | 1     | 4      |
|                            | Kanada        | 2    | 1      | 1     | 4      |
| 10                         | Italien       | 2    | -      | -     | 2      |

## Deltagande nationer
49 nationer deltog i spelen. För Egypten, Monaco, Puerto Rico, Senegal och Amerikanska Jungfruöarna var det deras första olympiska vinterspel.
| - Amerikanska Jungfruöarna (1) - Andorra - Argentina (18) - Australien (10) - Belgien (4) - Bolivia (4) - Bulgarien (16) - Cypern (5) - Chile (4) - Costa Rica (6) - Egypten (1) - Finland (45) - Frankrike (32) | - Grekland - Island - Italien (74) - Japan (39) - Jugoslavien (71) (Värdnation) - Kanada (67) - Kina (37) - Taiwan (12) - Libanon (4) - Liechtenstein (9) - Marocko (4) - Mexiko (1) - Monaco (1) | - Mongoliet (4) - Nederländerna (13) - Nordkorea (6) - Norge (58) - Nya Zeeland (6) - Polen (30) - Puerto Rico (1) - Rumänien (19) - San Marino (3) - Schweiz (42) - Senegal (3) - Sovjetunionen (99) | - Spanien (13) - Sydkorea (15) - Storbritannien (48) - Sverige (60) - Tjeckoslovakien (50) - Turkiet (6) - Västtyskland (84) - Ungern (6) - USA (107) - Österrike (65) - Östtyskland (56) |